# 飯山町 (香川県)
飯山町（はんざんちょう）は、香川県の綾歌郡に属していた町。2005年3月22日に丸亀市および綾歌町と合併し消滅した。

## 地理
香川県のほぼ中央にあり、北部には讃岐富士の名称で知られる飯野山、北東部には城山、その裾野には多くのため池を持つ平野部が広がっている。中央部から南部にかけて大束川が流れ、西側に丸亀市との境に土器川が流れる。
- 山：飯野山（讃岐富士）、城山
- 池：仁池、大窪池、楠見池など
- 川：土器川、大束川など

## 歴史
- 1956年8月1日 - 綾歌郡坂本村と法勲寺村が合併、飯山町となる。
- 1966年1月1日 - 町章を制定する[2][3]。
- 2005年3月22日 - 丸亀市及び綾歌町と合併し新たに丸亀市が発足、同日に飯山町も廃止された。

## 産業
- 特産品
  - 桃

## 教育

### 学校

#### 小学校
- 飯山町立飯山北小学校
- 飯山町立飯山南小学校

#### 中学校
- 飯山町立飯山中学校

#### 高等学校
- 香川県立飯山高等学校

## 公共機関
- 飯山総合学習センター
  - 飯山町図書館

## 交通

### 鉄道路線
- 町内を走る鉄道はない

### バス
- 琴参バス、丸亀市との合併により、コミュニティバスが通っている。

### 道路
- 高速道路
  - 町内を走る高速道路：高松自動車道（IC、PAともになし）
- 一般国道
  - 町内を走る一般国道：国道438号
- 県道
  - 主要地方道
  - 一般県道